# Заболоття (Ковельський район)
За́болоття — село в Україні, у Ковельському районі Волинської області.
Населення становить 686 осіб. Входить до складу Головненської селищної громади.

## Символіка
Затверджена 5 травня 2008р. рiшенням №12/3 сесії селищної ради.

### Герб
Щит розтятий і перетятий зеленим і червоним. У першій частині срібний розширений хрест. У третій частині золотий колос. У четвертій частині золотий млин.

### Прапор
Прямокутне полотнище із співвідношенням сторін 2:3 складається з двох горизонтальних смуг блакитного та зеленого кольорів у співвідношенні 2:3.

## Населення
За переписом населення України 2001 року в селі мешкали 682 особи. 100 % населення вказало своєю рідною мовою українську мову.

## Історія
До 7 липня 2017 року — адміністративний центр Заболоттівської сільської ради Любомльського району Волинської області.

## Відомі люди
- Гей Василь Степанович (1942—2016) — український поет, лауреат премій імені А. Головка, міжнародної — імені Д. Нитченка та обласної — імені А. Кримського.
- Гупало Сергій Лукич (1963 р.) — український поет, прозаїк, перекладач. Лауреат Всеукраїнської літературної премії імені Ірини Вільде.
- Семенюк Олег Олександрович (1999) — старший лейтенант Збройних сил України, учасник російсько-української війни.